# Styloceras
Styloceras Kunth ex A. H. L. Jussieu – rodzaj roślin należący do rodziny bukszpanowatych (Buxaceae L.). Obejmuje co najmniej 6 gatunków występujących naturalnie w Andach w Ameryce Południowej.

## Systematyka
Pozycja systematyczna
Rodzaj Pachysandra należy do rodziny bukszpanowatych (Buxaceae), a w jej obrębie do plemienia Sarcococceae.
Wykaz gatunków
- Styloceras brokawii A.H. Gentry & R.B. Foster
- Styloceras columnare Müll. Arg.
- Styloceras connatum Torrez & P. Jorg.
- Styloceras kunthianum A. Juss.
- Styloceras laurifolium (Willd.) Kunth
- Styloceras penninervium A.H. Gentry & G.A. Aymard